# Daniel Summerhill
 Daniel Summerhill (né le 28 janvier 1989 à Englewood) est un coureur cycliste américain. Il pratique le cyclisme sur piste, le cyclisme sur route et le cyclo-cross.

## Biographie
En 2005, Daniel Summerhill devient double champion des États-Unis sur route cadets (moins de 17 ans) en contre-la-montre et sur la course en ligne. La même année, il remporte le titre national en cyclo-cross chez les juniors (moins de 19 ans). Il conserve son titre en cyclo-cross à Providence l'année suivante. Aux mondiaux de cyclo-cross 2007 à Hooglede-Gits, il remporte la médaille d’argent dans la catégorie des juniors. En 2009 et 2010, il est champion des États-Unis de cyclo-cross espoirs (moins de 23 ans). Au cours de la saison 2016/2017, il obtient la médaille de bronze en cross-country aux championnats panaméricains.
En 2013, Summerhill signe un contrat avec l'équipe américaine UnitedHealthcare et participe à de plus en plus de courses sur route. En 2017, il remporte une étape du Tour de Taiwan et le prologue du Tour du Japon. En mai 2017, il est jugé aux États-Unis pour avoir tiré avec une arme à feu sur la voie publique, durant un entraînement en février dans une zone résidentielle du comté de Jefferson, au Colorado. Pour expliquer son geste, il raconte qu'il « avait passé une mauvaise journée et besoin d'évacuer ». Il est licencié par son équipe. En juillet 2018, il est condamné à 100 heures de service communautaire.
En 2017, il commence à avoir des résultats en cyclisme sur piste. Fin juillet 2017, il est champion national de poursuite par équipes. Quelques semaines plus tard, le quatuor américain (Summerhill, Eric Young, Logan Owen et Adrian Hegyvary) remporte la médaille d'argent aux championnats panaméricains. 

## Palmarès sur route

### Par années
- 2004
  - 3e du championnat des États-Unis sur route juniors (15-16 ans)
- 2005
  -  Champion des États-Unis sur route juniors (15-16 ans)
  -  Champion des États-Unis du contre-la-montre juniors (15-16 ans)
- 2007
  - 2e étape du Tour de l'Abitibi (contre-la-montre par équipes)
  - 7e du championnat du monde sur route juniors
- 2010
  - 3e du Tour de Chine
- 2015
  - The Reading 120
- 2017
  - 3e étape du Tour de Taïwan
  - Prologue du Tour du Japon
- 2018
  - Modern Market Criterium
  - Snake Alley Criterium
  - 2e du Kwik Star Criterium
- 2019
  - Burlington Road Race
  - Snake Alley Criterium
  - Kwik Star Criterium
  - City Park Criterium
  - 2e de l'Athens Twilight Criterium
- 2021
  - Central Park Criterium
  - Hapeville Criterium
  - 2e de l'Athens Twilight Criterium
- 2022
  - 3e étape de la Gateway Cup
- 2023
  - American Criterium Cup
  - Spin the District Hapeville
  - Tulsa Tough :
    - Classement général
    - 2e étape

  - 10e étape du Tour of America's Dairyland
  - Salt Lake Criterium
  - 3e étape de la Gateway Cup
  - 2e de l'Athens Twilight Criterium
  - 2e de la Clarendon Cup
  - 2e de la Gateway Cup
- 2024
  - 2e de l'Athens Twilight Criterium
- 2025
  - 4e étape de la Redlands Bicycle Classic

### Classements mondiaux
| Année            | 2008   | 2009 | 2010 | 2011 | 2012 | 2013 | 2014 | 2015 | 2016 | 2017 |
| ---------------- | ------ | ---- | ---- | ---- | ---- | ---- | ---- | ---- | ---- | ---- |
| UCI America Tour |        | 415e | 336e | 214e |      |      | 176e | 55e  |      |      |
| UCI Asia Tour    |        |      | 120e |      |      | 315e | 186e |      |      | 111e |
| UCI Europe Tour  | 1 077e |      |      |      |      |      |      |      |      |      |
| UCI Oceania Tour |        |      |      |      |      |      |      | 54e  |      |      |

## Palmarès en cyclo-cross
| - 2005-2006 - Champion des États-Unis de cyclo-cross juniors - 2006-2007 - Champion des États-Unis de cyclo-cross juniors - Médaillé d'argent du championnat du monde de cyclo-cross juniors - 2007-2008 - 3e du championnat des États-Unis de cyclo-cross espoirs - 2008-2009 - 3e du championnat des États-Unis de cyclo-cross espoirs - 2009-2010 - Champion des États-Unis de cyclo-cross espoirs - 2010-2011 - Champion des États-Unis de cyclo-cross espoirs - Krosstober-fest Weekend 2, San Dimas | - 2013-2014 - Trek Cyclo-Cross Collective Cup 2, Waterloo - 2014-2015 - Ellison Park CX Festival (2), Rochester - Cincy3 Harbin Park, Fairfield - Derby City Cup (1) , Louisville - Derby City Cup (2) , Louisville - 2015-2016 - US Open of Cyclocross #2, Boulder City - North Carolina Grand Prix - Race #1, Hendersonville - North Carolina Grand Prix - Race #2, Hendersonville - 2016-2017 - Médaillé de bronze au championnat panaméricain de cyclo-cross |  |

## Palmarès sur piste

### Championnats du monde
- Apeldoorn 2018
  - 13e de la poursuite par équipes[15]

### Coupe du monde
- 2018-2019
  - 2e de la poursuite par équipes à Hong Kong

### Championnats panaméricains
- Couva 2017
  -  Médaillé d'argent de la poursuite par équipes (avec Eric Young, Logan Owen et Adrian Hegyvary).

### Championnats des États-Unis
- 2017
  -  Champion des États-Unis de poursuite par équipes (avec Adrian Hegyvary, Daniel Holloway et Gavin Hoover)